# غذاهای تامیل

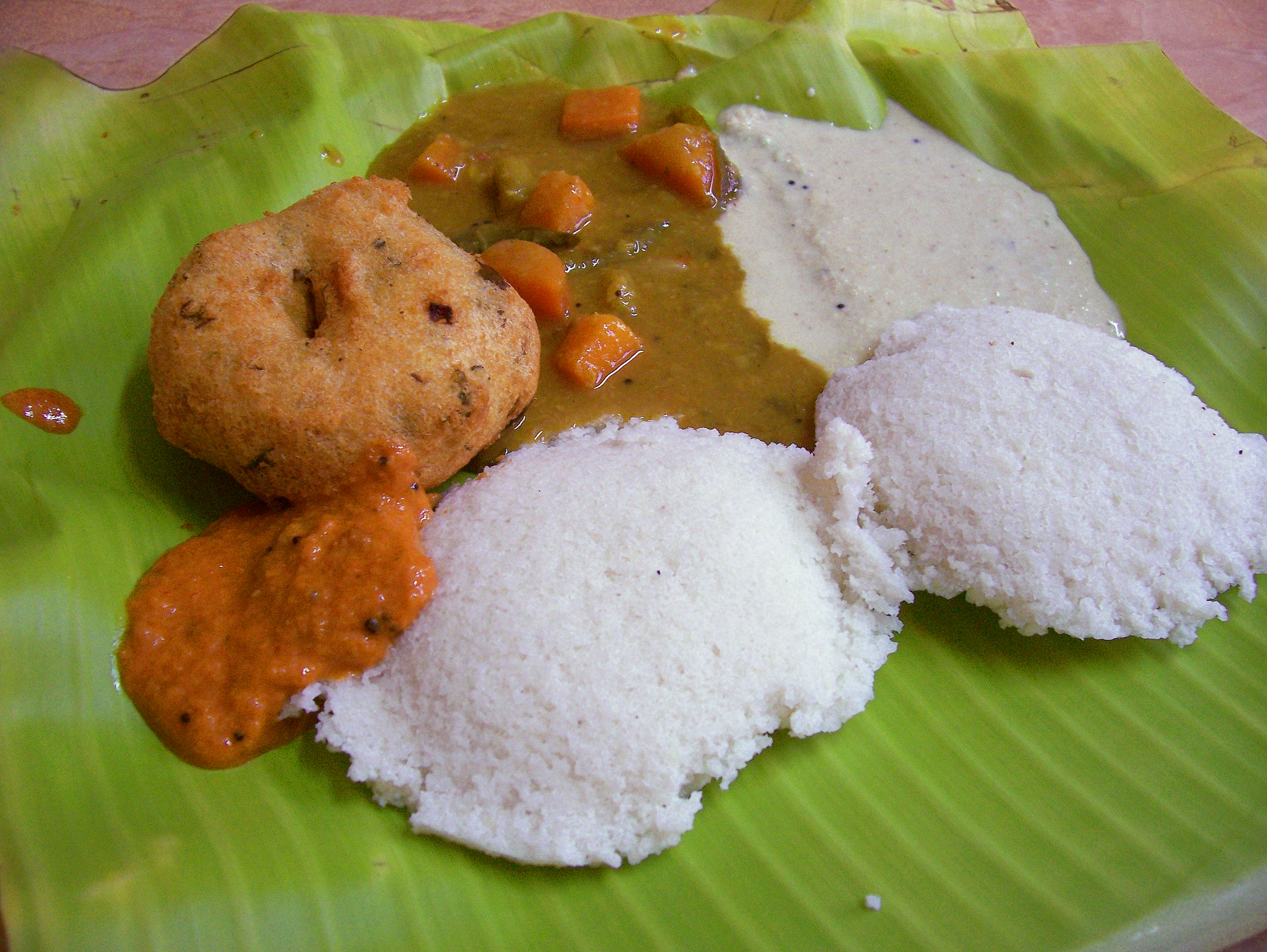
Idly و Medu Vada (Ulundhu Vadai) با چاتنی گوجه فرنگی، سامبهار و چاتنی نارگیل که روی برگ موز سرو می‌شود

غذاهای تامیل یک سبک آشپزی از مردم تامیل است که از ایالت تامیل نادو در جنوب هند و همسایه آن سریلانکا سرچشمه می‌گیرد. گوشت، همراه با برنج، حبوبات و عدس نیز محبوب هستند. برای تهیه طعم ترش از لبنیات و تمر هندی استفاده می‌شود. در مناسبت‌های خاص، غذاهای سنتی تامیل به روش سنتی سرو می‌شود و از برگ‌های موز به جای ظروف استفاده می‌شود. پس از خوردن، از برگ‌های موز به عنوان غذای ثانویه برای گاو استفاده می‌شود. یک وعده صبحانه معمولی شامل idli یا دوسا با چاتنی است. ناهار شامل برنج، سمبار، کشک، کوژامبو و رسام است.
برنج غذای اصلی اکثر مردم تامیل است. به‌طور کلی در هنگام ناهار و گاهی اوقات شام مصرف می‌شود. سورو همراه با مواد غذایی دیگر مانند سمبر، پوریال، رسام، کوتو، کیرای و کشک سرو می‌شود.
هر منطقه ای که تامیل‌ها در آن زندگی می‌کردند، نوع متمایز خود را از غذاهای رایج ایجاد کرده‌است. چهار بخش تامیلاکام باستانی غذاهای تامیلی منحصر به فرد خود را آماده می‌کنند.

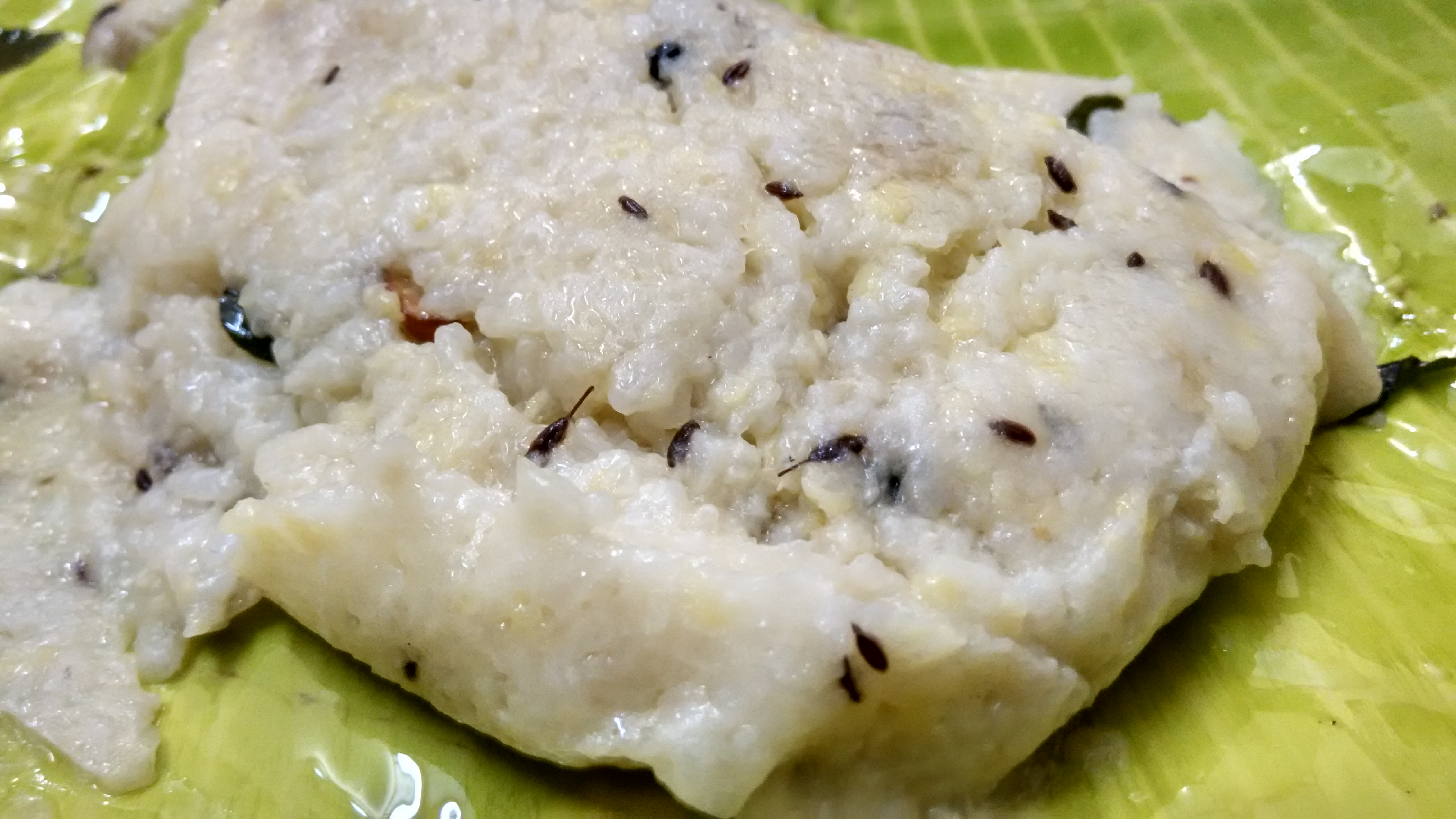
ون پونگال

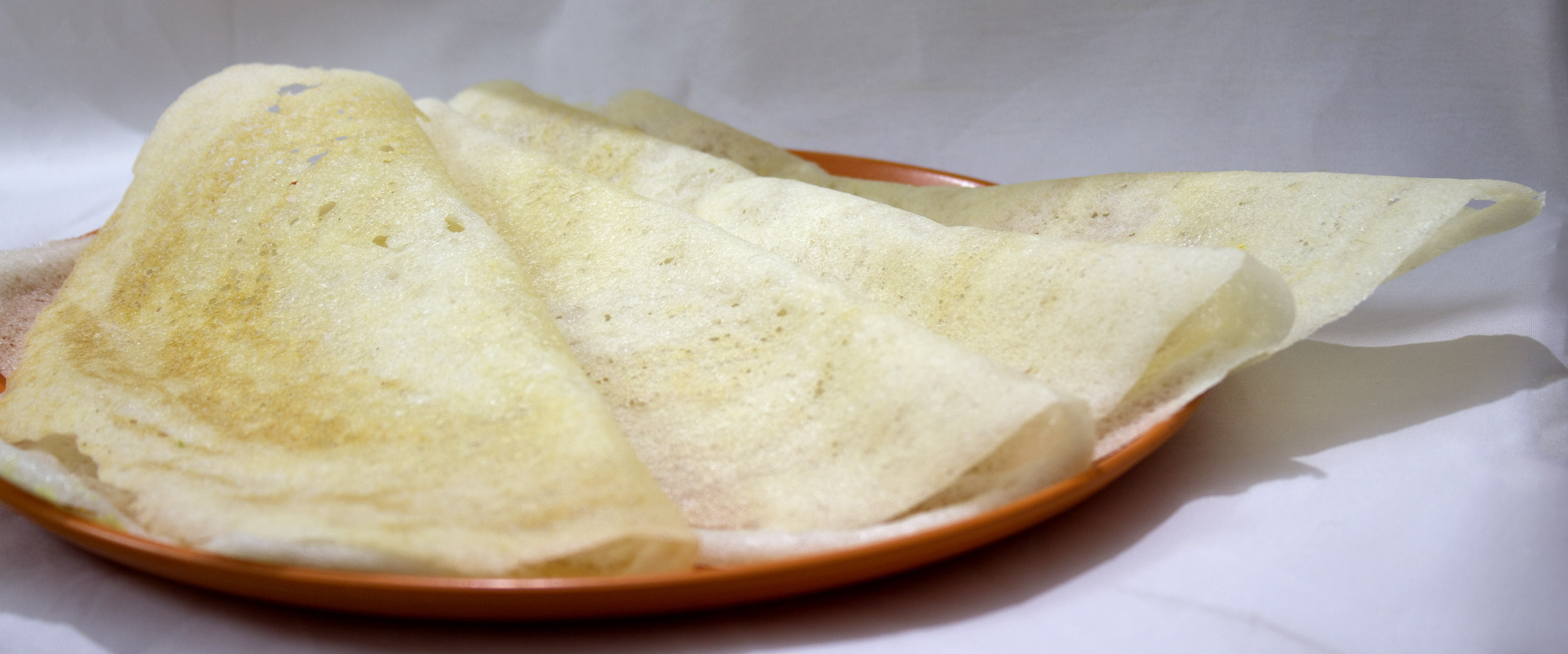
دوسای ساخته شده در خانه

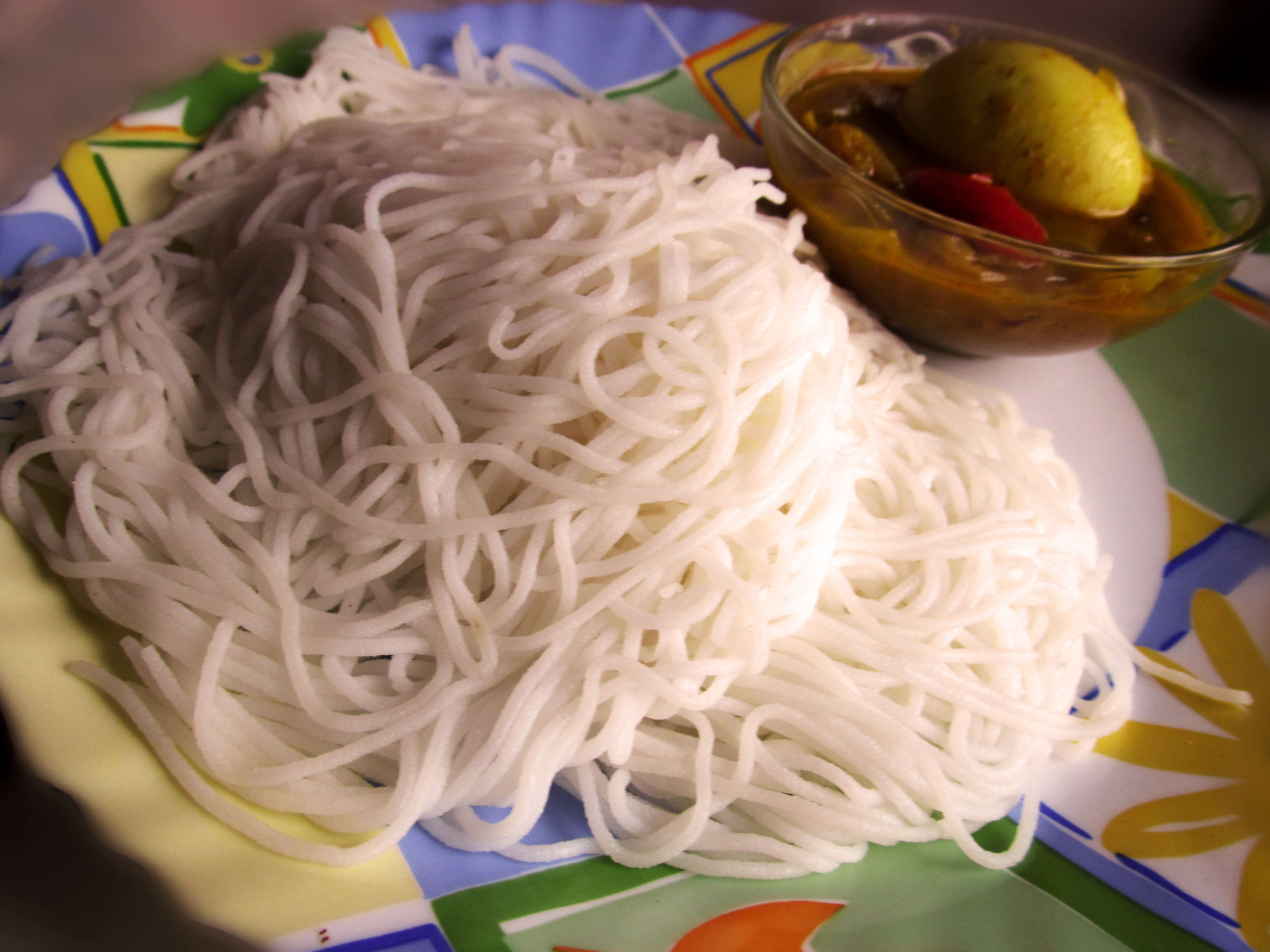
ایدیاپام

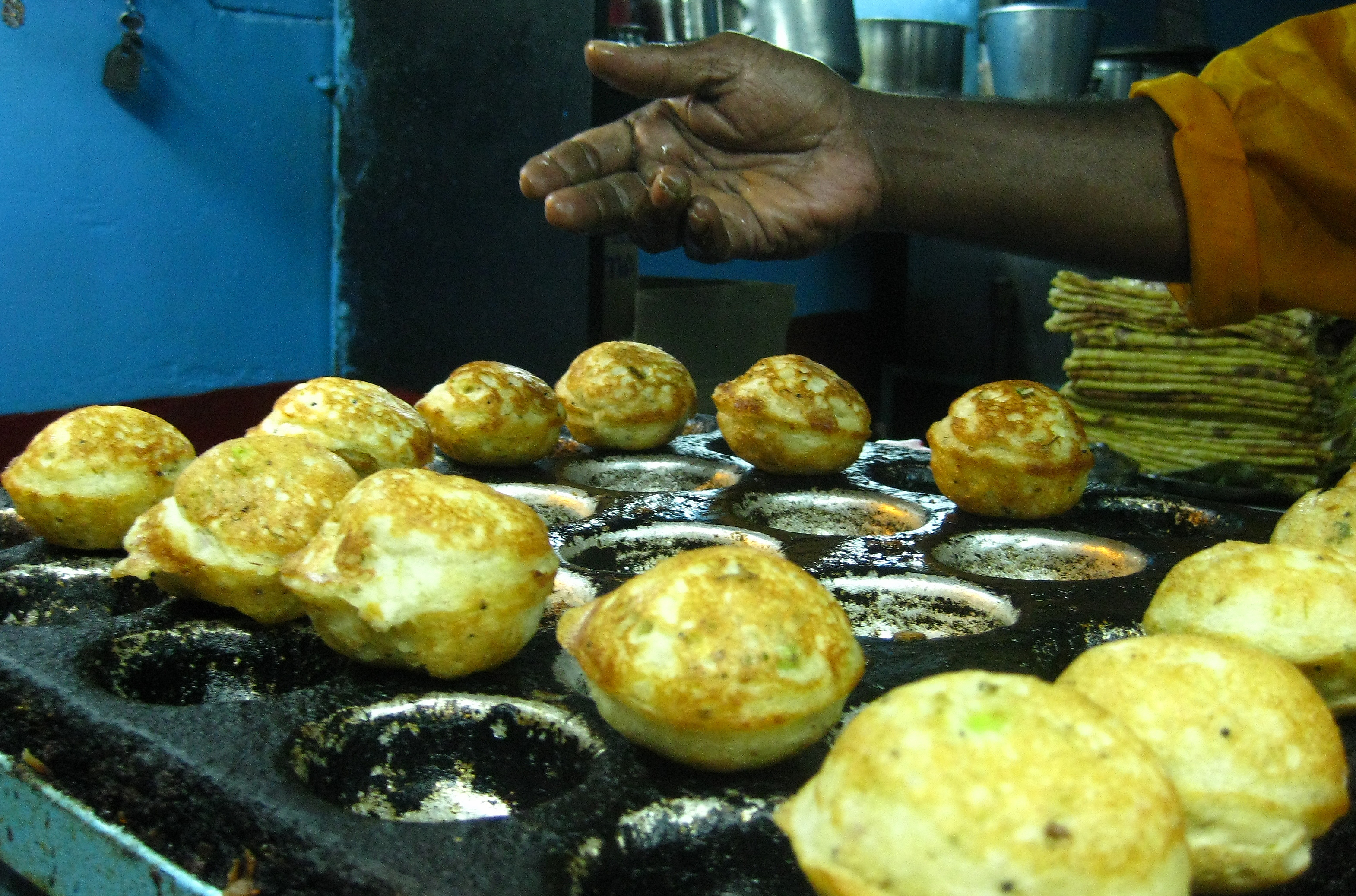
کوژی پانیارام